# 威廉·威灵
威廉·威灵 FRS （英語：William Withering；1741年3月17日—1799年10月6日）是英国植物学家、地质学家、化学家、医生和洋地黄生物活性的第一位系统调查员。

## 介绍
威灵出生在英国什罗普郡，是一名外科医生的儿子。 他接受过医生培训，并于1762年至1766年于爱丁堡大学医学院学医。他从1779年起在伯明翰综合医院工作。
威灵注意到了一个人的浮肿（因充血性心力衰竭而肿胀）在服用传统草药后得到了显着改善；他也因认识到该混合物中的活性成分来自毛地黄植物而闻名。 现在这种活性成分被称为地高辛（digoxin)，以毛地黄的学名（digitalis）命名。 1785年，威灵出版了《关于毛地黄及其一些医学用途》的论文，其中包含有关临床试验的报告以及有关洋地黄作用和毒性的说明。 在医学和植物学之外，威灵在化学和地质学上也颇有贡献。他曾尝试在河边矿物提取一种特殊的“元素”，后来被证实该“元素”实为无机化合物碳酸钡。为纪念威灵的贡献，正式发现碳酸钡的德国化学家亚伯拉罕·戈特洛布·维尔纳将其组成的矿物名为“Witherite"。